# Габдзін
Габдзін (пол. Habdzin) — село в Польщі, у гміні Констанцин-Єзьорна Пясечинського повіту Мазовецького воєводства.
Населення — 424 особи (2011).
У 1975-1998 роках село належало до Варшавського воєводства.

## Демографія
Демографічна структура станом на 31 березня 2011 року:
|          | Загалом | Допрацездатний вік | Працездатний вік | Постпрацездатний вік |
| -------- | ------- | ------------------ | ---------------- | -------------------- |
| Чоловіки | 191     | 34                 | 130              | 27                   |
| Жінки    | 233     | 45                 | 131              | 57                   |
| Разом    | 424     | 79                 | 261              | 84                   |